# Кисимба Нгой, Онориус
Онориус Кисимба Нгой Ндалеве (фр. Honorius Kisimba Ngoy Ndalewe; 1947 — 6 июня 2008, Киншаса) — конголезский политик.
Выходец из провинции Катанга. Окончил в 1971 году Университет Лованиум в Киншасе, предшественник нынешнего Университета Киншасы. Служил в армии и полиции, затем сделал карьеру адвоката, некоторое время возглавлял национальную ассоциацию адвокатов Заира. В 1987—1995 гг. руководил национальной страховой компанией Sonas. При режиме Мобуту Сесе Секо занимал ряд правительственных постов, в том числе министра окружающей среды и пресс-секретаря президента. После завершения Второй конголезской войны вошёл в состав сформированного Жозефом Кабилой коалиционного правительства и в 2003—2006 гг. занимал пост министра юстиции. 30 июля 2006 г. избран депутатом Национальной ассамблеи Демократической Республики Конго от провинции Катанга. Возглавлял партию Национальный союз федералистов Конго (UNAFEC).
В 2007 году Национальный союз федералистов поддержал на президентских выборах Жозефа Кабилу и получил после этого квоту в новом правительстве во главе с Антуаном Гизенгой. Партии отошёл портфель министра внешней торговли, согласно процедуре формирования правительства она должна была представить не менее двух кандидатов на выделенную ей министерскую должность, а выбор из кандидатов оставался за премьер-министром. Кисимба Нгой предложил на пост министра собственную кандидатуру и кандидатуру некоего Андре Касонго Илунги, заместителя председателя отделения партии в одном из районов Киншасы, предполагая, что министерский портфель не будет предложен совершенно неизвестному политику, однако премьер Гизенга, многолетний противник диктатора Мобуту, не захотел видеть в своём правительстве Кисимбу Нгоя и выбрал второго кандидата. Когда правительство приступило к работе, Касонго Илунга не появился, и в ходе последовавшего скандала выяснилось, что такого человека, вероятнее всего, просто нет, хотя Кисимба Нгой этого так и не признал. В итоге Национальный союз федералистов Конго сместил Кисимбу Нгоя с поста председателя.
Сын, Мадж Кисимба Нгой, — также политик и министр. В 2023 году от имени отца получил почётную медаль в честь 55-летия конголезской адвокатуры.